# Route nationale 8 (Madagaskar)
Route Nationale 8 (RN 8) is een nationale weg in Madagaskar van 198 kilometer, de weg loopt van Morondava via Belon'i Tsiribihina naar Bekopaka. De weg is gelegen in de regio Menabe.
De N8 is niet verhard. Tijdens het regenseizoen tussen december en mei is de weg moeilijk begaanbaar vanwege de zware regenval. De weg geeft toegang tot de natuurreservaten Kirindy Forest en Tsingy de Bemaraha.

## Allée des baobabs

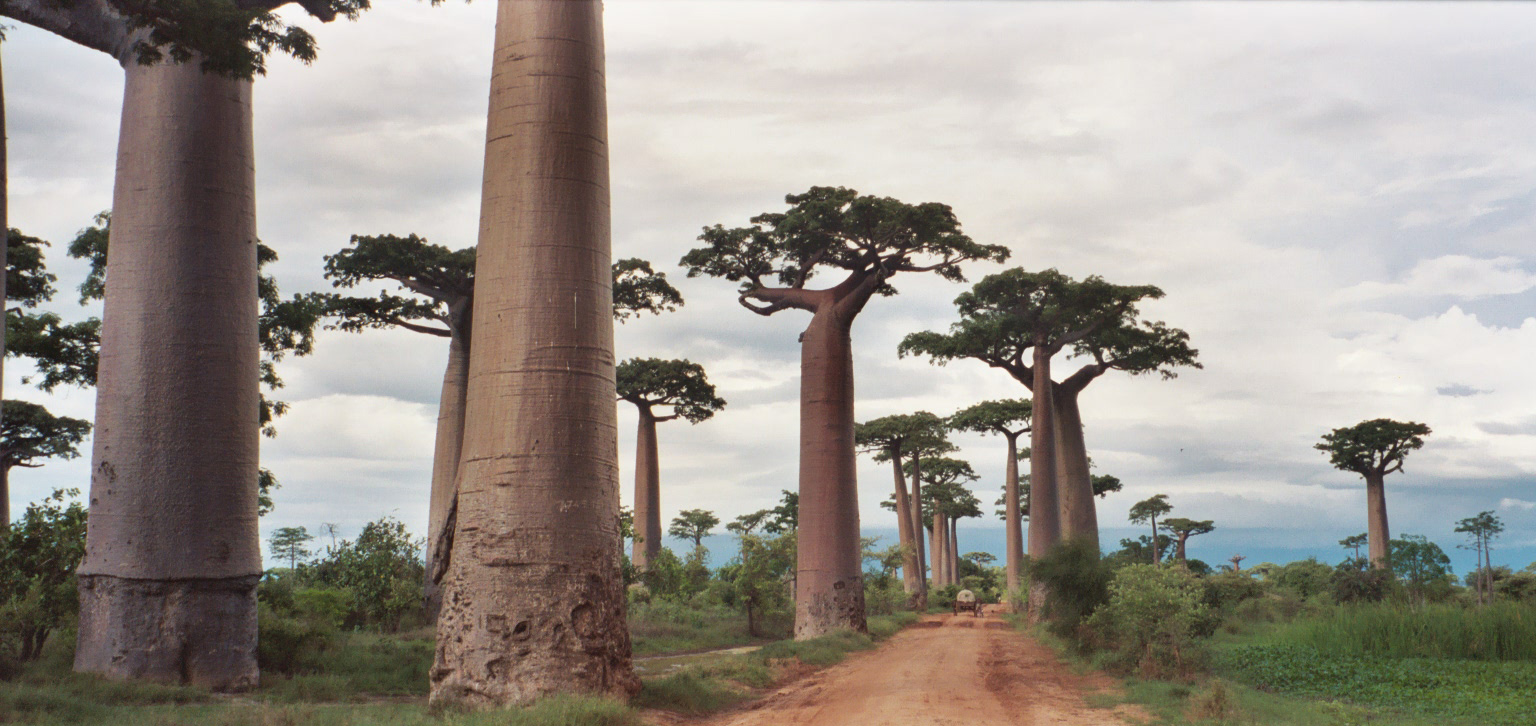

De Allée des baobabs is een groep baobabbomen die langs de route tussen Morondava en Belon'i Tsiribihina staan. Het opvallend landschap trekt bezoekers van over de gehele wereld en werd een tijdelijke beschermde status toegekend in juli 2007 door het ministerie van milieu, water en bossen, een eerste stap naar de erkenning als "nationaal natuurmonument".
Langs de weg staan over een afstand van 260 meter de resterende 20 à 25 baobabs, bomen van circa 30 meter hoog. In de nabije rijstvelden en weiden bevinden zich nog een 25-tal bomen van de soort Adansonia grandidieri, die endemisch zijn in Madagaskar.